# Dubaj (emirát)
Dubaj (anglicky Dubai či Dubayy, arabsky دبي‎) je jeden z emirátů ve Spojených arabských emirátech v Perském zálivu. Je nejlidnatějším a druhým největším emirátem Spojených arabských emirátů po Abu Zabí. Centrem je pobřežní město Dubaj.
Emirát Dubaj leží na Arabském poloostrově v Perském zálivu a je svými 4 114 km² a 2,262 miliony obyvateli (sčítání z roku 2008) po Abú Zabí druhý největší. Skládá se ze dvou nesouvisejících částí: rozlehlejší přímořské a izolované menší, jíž je exkláva Hatta, rozkládající se u hranice s Ománem v pohoří Al-Hadžar. Největší část emirátu zabírá poušť.

## Správa emirátu
Emirát je absolutní monarchií, v jejímž čele stojí šejk Muhammad bin Rášid Ál Maktúm, který je viceprezidentem a premiérem SAE (Hlavou federace je emír Abú Zabí (emirát)). Navzdory svojí velikosti a rozdělení území na dvě části, se emirát nečlení na žádné nižší správní celky. Přesto zde však podobně jako v dalších administrativně nečleněných emirátech (Rás al-Chajma, Umm al-Kuvajn) působí od roku 1954 správní instituce zvaná „Obec Dubaj“ (anglicky Dubai Municipality), jež má na starosti běžné záležitosti emirátu, jako jsou zdraví, životní prostředí či územní plánování.

## Historie
Pravěké osídlení bylo archeologicky doloženo již před 7000 lety (na místě dnešní místní části Dubaj Internet City). Ve starověku bylo území pod vládou Persie. Souvislé trvání osady při zálivu sahá do 3000 př. n. l., jeho hmotné nálezy jsou vystaveny v archeologické expozici muzea. V 8. století proniká na území Dubaje islám a vznikají samostatné emiráty.
Osada s domy z hliněných cihel a z palmového pletiva měla centrum v Bastakii, a je zčásti rekonstruována. První písemnou zmínku o Dubai přinesl roku 1058 arabský zeměpisec andaluského původu Abu Abdullah al-Bakri. Od 13. století soupřela o toto území Persie, Portugalsko, Omán a Turecko.
Od středověku se obyvatelstvo živilo hlavně sběrem mořských perel, rybolovem a dálkovým obchodem. Jakožto prosperující osada na strategickém místě Perského zálivu se Dubaj v závěru 18. století stala místem hospodářského a politického zájmu Britů, kteří ovládli celé území a v Dubaji roku 1787 založili vojenskou základnu – pevnost  se čtyřmi válcovými věžemi, která dnes slouží muzeu. Při ní vznikl později palác britského guvernéra, přebudovaný na dnešní sídlo vlády.
Roku 1841 zdecimovala obyvatelstvo epidemie pravých neštovic a přiměla je opustit Bur Dubai a založit osadu Deira, její jižní část Old Deira je dodnes nejživější starobylou část města se třemi původními tržnicemi: zlatých šperků (Gold soukh), koření (Epicy soukh), textilu a dalších výrobků.
Ozbrojená síla Británie v zálivu bojovala s velmi rozšířeným pirátstvím. Někdy bylo toto území nazýváno Pirátským pobřežím. Britové začlenili území roku 1892 do protektorátu Smluvní Omán. Po nalezení ropy v roce 1958 se Dubaj stala také zájmovým územím Francie. Proti cizímu kapitálu se emiráty roku 1968 spojily k jednáním o nezávislostim začaly spolupracovat a bohatly. Spojené arabské emiráty (SAE) vznikly v roce 1971 po odchodu britských vojsk. Tvoří je federální stát se sedmi autonomníni emiráty.
Dny volna připadaly v Dubaji a celých SAE do roku 2006 na čtvrtek pátek, od září 2006 jsou přeloženy na pátek a sobotu. Veškeré státní a veřejné instituce, vládní úřady, soukromé školy jsou vázány těmito pravidly.

## Vládci
Vládci Dubaje jsou všichni z rodiny Ál Maktúm:
- Maktum bin Buti (1833–1852)
- Said bin Buti (1852–1859)
- Hašer bin Maktum (1859–1886)
- Rašíd bin Maktum (1886–1894)
- Maktum bin Hašer (1894–1906)
- Buti bin Suhail (1906–1912)
- Said bin Maktum (1912–1958)
- Rašíd bin Said Al Maktúm (1958–1990)
- Maktúm bin Rášid Ál Maktúm (1990–2006)
- Muhammad bin Rášid Ál Maktúm (od 2006)

## Obyvatelstvo

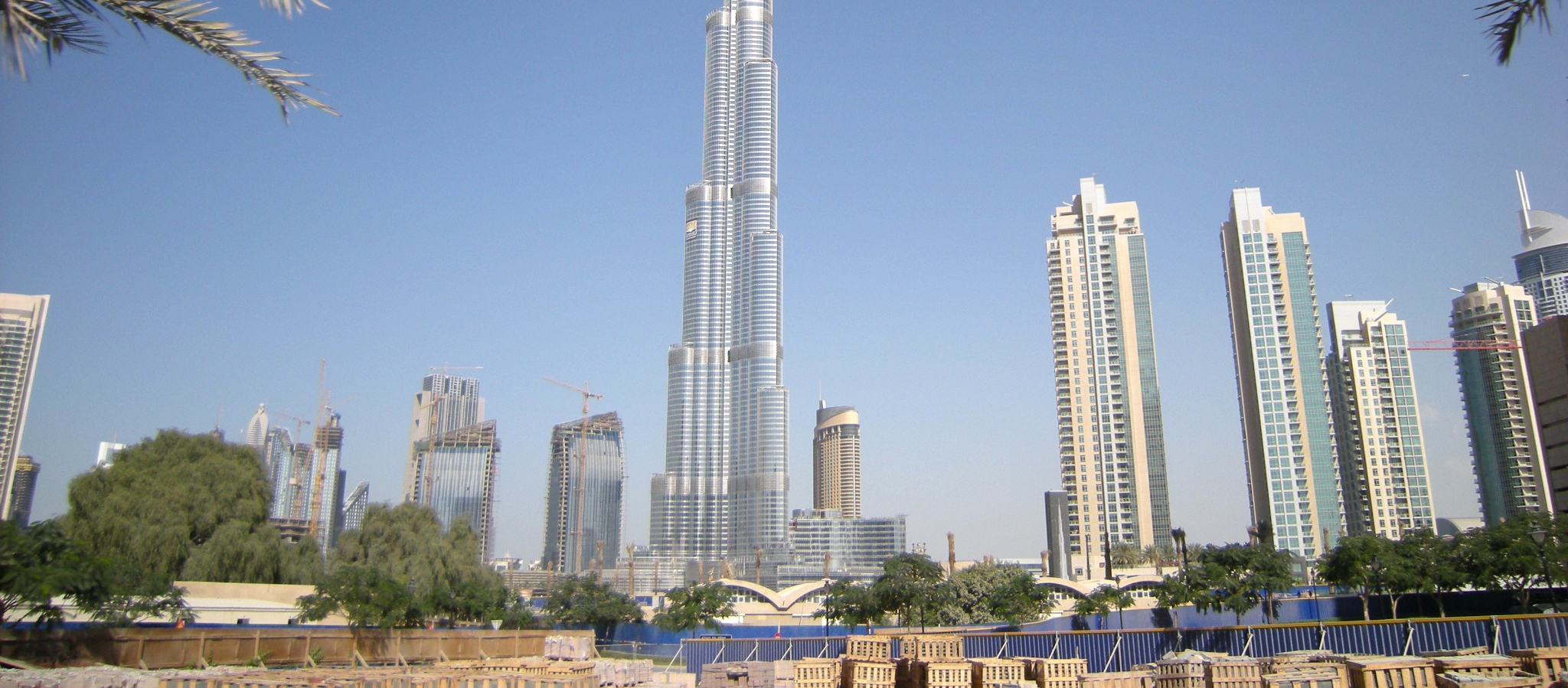
Budrž Chalífa a nové centrum Dubaje

V Dubaji je neobvyklé složení obyvatelstva, které je tvořeno hlavně přistěhovalci (zhruba 85 %). Občané SAE jsou tedy menšinou. Většina přistěhovalých pochází z jižní Asie a jihovýchodní Asie. Čtvrtina obyvatel má dle všeho svůj původ v sousedním Íránu. Pouhá asi čtvrtina obyvatel je ženského pohlaví. Vláda SAE nenabízí jakýkoliv způsob získání občanství či trvalého pobytu pro přistěhovalce. I přesto však je cizincům povoleno kupovat a vlastnit určité nemovitosti bez využití místního partnera či sponzora. Vývoj počtu obyvatel a hustoty zalidnění zachycuje tabulka:
| rok  | způsob  | počet obyvatel | hustota zalidnění |
| ---- | ------- | -------------- | ----------------- |
| 1980 | sčítání | 276 301        | 71,1              |
| 1985 | sčítání | 370 788        | 95,4              |
| 1995 | sčítání | 689 420        | 177,5             |
| 2005 | sčítání | 1 321 453      | 340,1             |
| 2010 | odhad   | 1 836 000      | 472,6             |
| 2013 | odhad   | 2 159 000      | 555,7             |

## Jazyk i náboženství
Oficiálním jazykem emirátu i města je arabština avšak angličtina, urdština, perština, hindština a čínština jsou velmi rozšířené jazyky a i nápisy jsou zde většinou minimálně pětijazyčné.
Islám je nejrozšířenějším náboženstvím, přičemž většina obyvatel jsou Sunnité. V Dubaji však žijí také hinduisté, sikhové a křesťané. Aktivních katolíků žije ve městě Dubaj skoro 70 000. Dubaj je jediným emirátem SAE, ve kterém se nachází hinduistický chrám.

## Doprava
Město má dobře vybudovanou a hustou dopravní síť, moderní silnice a dálnice. Emirátem prochází hlavní dálnice E11 nazývaná též Sheikh Zayed Road.
Metro v Dubaji tvoří moderní elektronicky řízenou páteř města. Provoz byl zahájen roku 2007, má dvě trasy, zelenou o 30 stanicích a červenou se 42 zastávkami; většina tratí vede po visutém mostě s výhledy ma moderní městské čtvrti. Všechny vlaky jsou řízeny elektronicky, jezdí bez řidiče, ve špičkách po 5 minutách, jinak do 10 minut, končí ve 23,30 kromě významných svátků, kdy bývá provoz prodloužen. Má 7 cenově odstupněných pásem, která platí na metro i na městské autobusy kromě dopravy na Palmový ostrov. Zde jezdí speciální jednokolejná tramvaj na visuté dráze. Stanice metra mají nepřehlédnutelnou střechu v podobě prohnutého oválného klobouku.
Taxislužba ve vozech barvy tmavé slonové kosti se střechou různé barvy (červená, modrá, žlutá, oranžová, zelená, růžová – pouze pro ženy) je městská, spolehlivá a díky levnému benzinu dvakrát levnější než v České republice.
Dálkové autobusy dopravují obyvatelstvo do hlavních měst ostatních emirátů a do letovisek.

## Poštovní známky
Od roku 1963 vydával emirát poštovní známky označené "Dubai". Přes nevyjasněnou poštovní funkci některých emisí odborníci tyto známky do katalogů zařadili. Celkové množství vydaných známek je přibližně 500, přičemž se jednalo o typické obchodně filatelistické emise, zoubkované i nezoubkované. Přesný počet vydaných známek je typicky u známek vydávaných prostřednictvím agentur obtížné zjistit. Známky vycházely do roku 1972.